# 真德女王

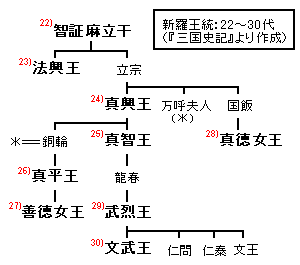
新羅王室第22-30代世系圖（取自日文維基）

真德女王（？—654年）；姓金名勝曼，是新罗國的第28代君主。真平王同母弟真安葛文王金國飯與月明夫人朴氏之女，即真平王的姪女，善德女王的堂妹。《三國史記》記載她姿質豐麗。
元年（唐朝貞觀二十一年）即位。二年改元太和，派遣伊飡金春秋（武烈王）到唐国請攻百濟，三年正月始号令全国服中國衣裳，四年織錦作五言《太平頌》遣使獻給唐高宗，並开始行中國永徽年號。在位八年，無嗣，群臣請伊飡閼川攝政，閼川固讓曰：「臣老矣，無德行可稱，今之德望崇重莫如春秋公，實可謂濟世英傑。」遂奉立金春秋为王。

## 附註
1. ↑  《三國史記》第五卷
  - 真德王立，名勝曼。真平王母弟國飯（一云國芬）葛文王之女也，母朴氏月明夫人。
2. ↑  《新唐書》記載了真德女王為善德女王之妹。
3. ↑  《全唐詩》中收錄的「太平頌」，詩體為五言排律：
大唐開洪業，巍巍皇猷昌。
止戈戎衣定，修文繼百王。
統天崇雨施，理物體含章。
深仁偕日月，撫運邁陶唐。
幡旗既赫赫，鉦鼓何鍠鍠。
外夷違命者，翦覆被天殃。
淳風凝幽顯，遐邇競呈祥。
四時和玉燭，七曜巡萬方。
維嶽降宰輔，維帝任忠良。
五三成一德，昭我唐家光。
《唐詩品彙》評為 “高古雄渾，可與初唐諸作相頡頏”。